# Pibrac
Pibrac is een gemeente in het Franse departement Haute-Garonne (regio Occitanie). De plaats maakt deel uit van het arrondissement Toulouse. Pibrac telde op 1 januari 2022 8.828 inwoners.
Pibrac is de geboorteplaats van de heilige Germaine Cousin en het schrijn met haar lichaam rust in de basiliek in Pibrac die aan haar gewijd is.

## Geografie
De oppervlakte van Pibrac bedroeg op 1 januari 2022 25,86 vierkante kilometer; de bevolkingsdichtheid was toen 341,4 inwoners per km².

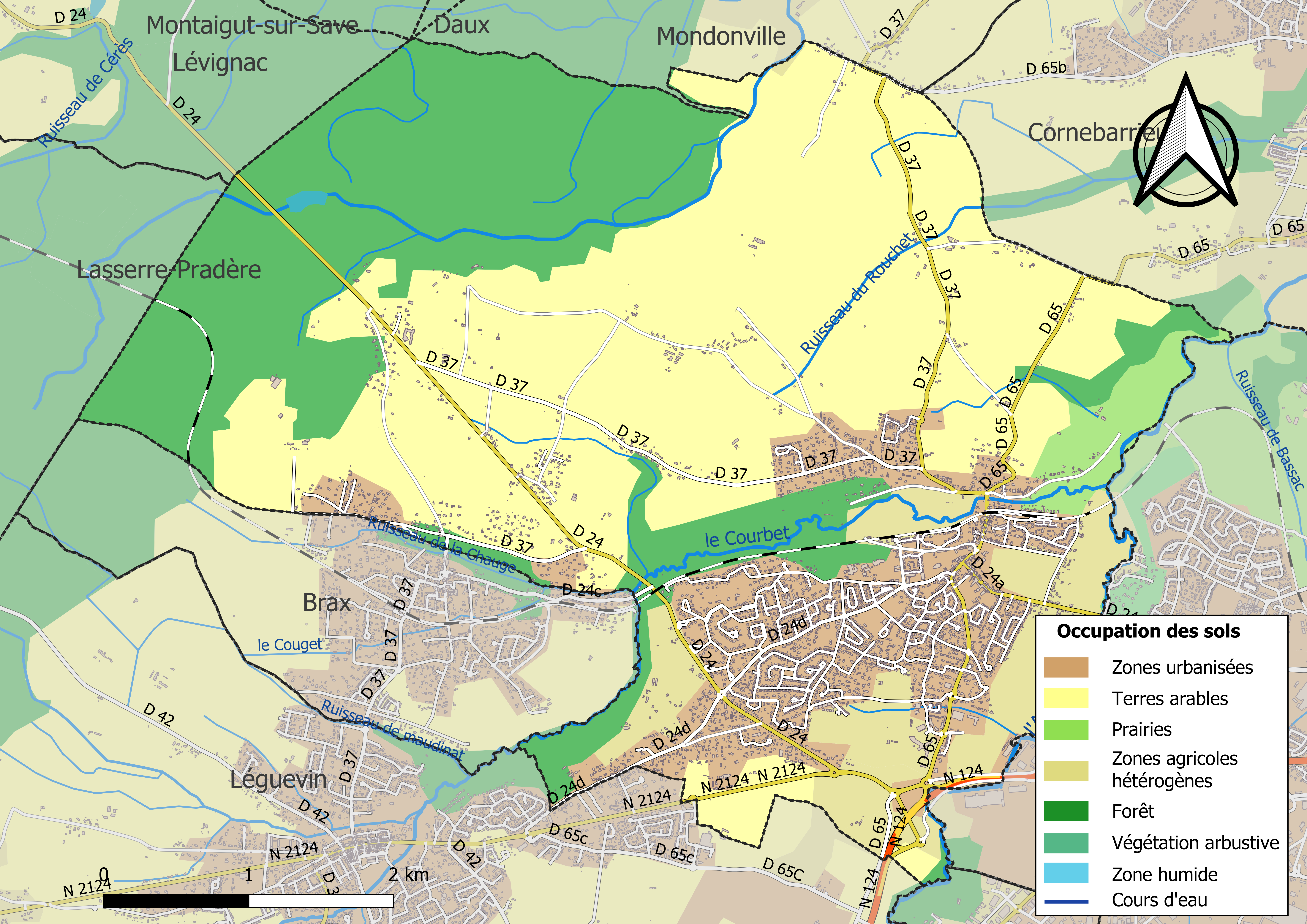
Kaart van de gemeente met belangrijkste infrastructuur, bodemgebruik en omliggende gemeenten

## Verkeer en vervoer
In de gemeente ligt spoorwegstation Pibrac.

## Demografie
De figuur toont het verloop van het inwonertal (bron: INSEE-tellingen).